# 古馳奧·古馳
古馳奧·喬瓦巴蒂斯塔·詹欽托·達里奧·瑪莉亞·古馳（義大利語：Guccio Giovanbattista Giacinto Dario Maria Gucci，1881年3月26日—1953年1月2日），意大利企業家與時裝設計師，知名於以其姓氏創辦時裝品牌古馳。

## 早年生活

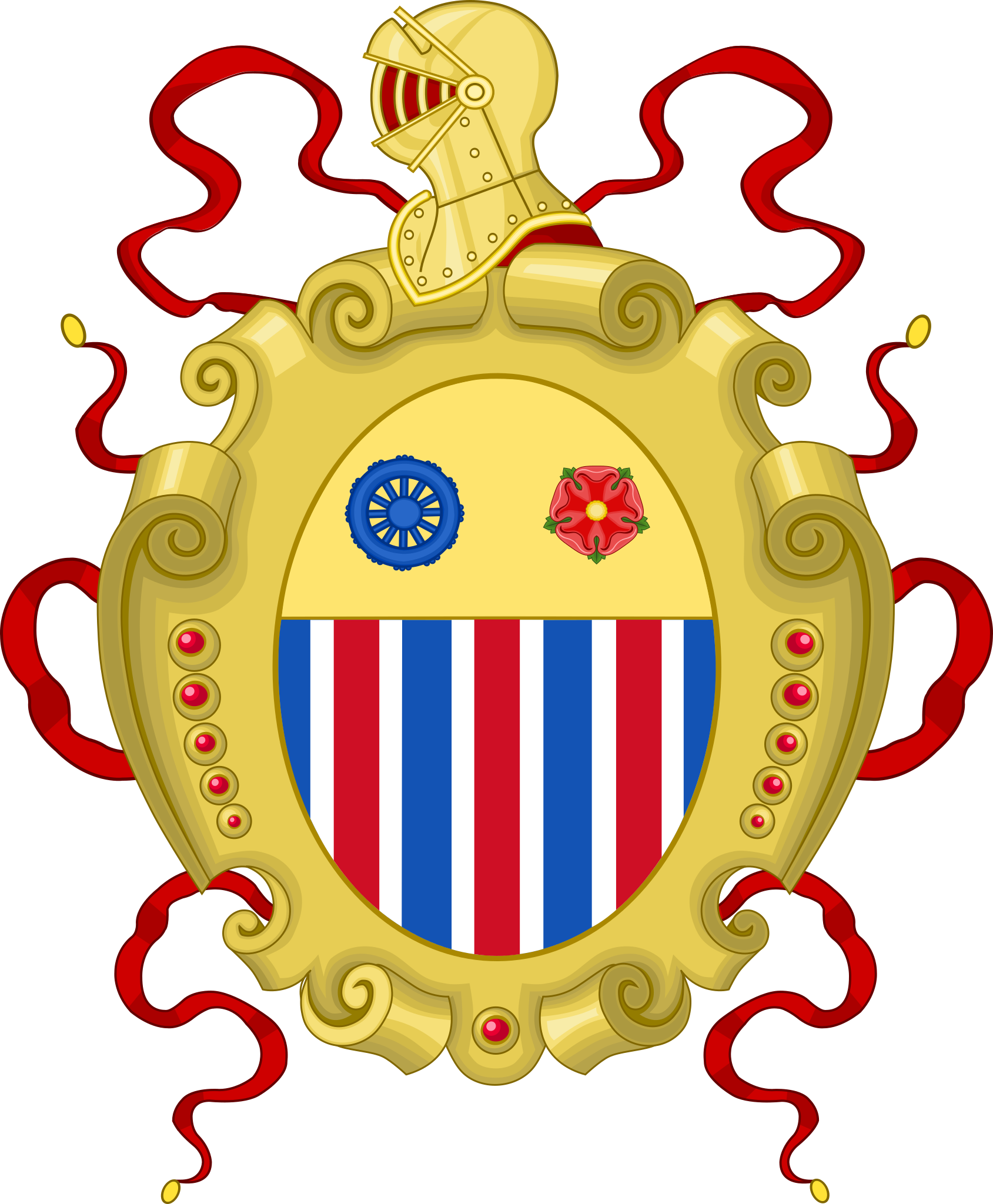
古馳家族的紋章

古馳奧·古馳在1881年3月26日出生於佛羅倫斯，來自一托斯卡尼家庭，父親加布里埃洛（Gabriello）是來自聖米尼亞托的皮革工匠，母親埃萊娜（Elena）則為拉斯特拉-阿锡尼亚人。1899年，仍是青年的古馳在倫敦薩伏伊飯店工作，人們對其早年的生活環境以及搬到倫敦的理由知之甚少，但可確定的是他受到來自上流階層的酒店客人和H.J. Cave & Sons等皮具品牌之影響後回到佛羅倫斯，開始製作旅行包和配飾。

## 生涯
1921年，古馳在佛羅倫斯以小型皮革店的方式創立古馳品牌。1920年代，他開始向騎手銷售馬鞍、皮包和其他配飾。在兒子阿爾多的堅持下，古馳在1938年將業務據點擴展至羅馬，而隨著阿爾多和其他兒子們加入公司，他的個人生意亦最終變成了家族企業。古馳在1951年於米蘭開設分店，但他有意採取穩健經營，也因此古馳公司業務只有在意大利內。然而就在古馳去世前兩週，他的兒子阿爾多、魯道夫和瓦斯科（Vasco）在美國紐約開設了古馳品牌的精品店。
1953年1月2日，古馳在米蘭逝世，其事業由四個兒子繼承。隨著領導層的轉換，古馳品牌的門市亦擴展至意大利國外，產品線也變得多樣化。現存在佛羅倫斯的古馳博物館（也稱為古馳花園）是一間以古馳公司歷史和古馳奧·古馳為中心的時裝博物館。

## 個人生活
古馳和他的妻子艾達·卡爾維利（Aida Calvelli）於1901年結婚，育有五個兒子和一個女兒，烏戈（Ugo，1899－1973）為艾達在前次婚姻中所生的孩子；恩佐（Enzo，1904－1913）未到成年已早夭。後來其中四個兒子瓦斯科（Vasco）、阿爾多、烏戈和魯道夫在其公司中擔任要角，但女兒們則未被賦予任何職位。在古馳死後，公司內部有許多兄弟姐妹爭奪家產和權力，到了1980年代更成為分裂家族的嚴重問題。

## 紋章
根據佛羅倫斯國家檔案館，古馳曾更改其盾徽及將之合併至公司早期的騎士標誌中，並在1955年2月4日成為古馳公司的註冊商標。在義大利王國於1946年過渡至意大利共和國後，古馳的兒子阿爾多、孫子喬治（Giorgio，1928－2020）、保羅·古馳、羅貝托（Roberto，1932－）和曾孫烏貝托（Uberto，1960－）宣稱有權繼承並使用古馳家族的祖傳紋章。
法院文件、筆錄和隨後的裁決表明，由於古馳家族已於1955年將該紋章註冊成商標，所以該商標在1993年亦隨著墨里奇奧·古馳將古馳公司出售給Investcorp而轉讓至後者隨後的所有者，然而烏貝托辯駁古馳家族仍然有權使用祖傳的盾徽。

## 外部連結
- 時裝模特指南上的古馳奧·古馳
- 在Find a Grave上的古馳奧·古馳